# Winfried Schäfer
Winfried "Winnie" Schäfer, född 10 januari 1950, är en tysk fotbollstränare och före detta professionell fotbollsspelare. Han är sedan januari 2021 huvudtränare i qatariska Al-Khor.

## Tränaruppdrag
- Al-Khor (2021–)
- Baniyas (2019–2020)
- Esteghlal (2017–2019)
- Jamaica (2013–2016)
- Thailand (2011–2013)
- FK Baku (2010–2011)
- Al-Ain (2007–2009)
- Al Ahli SC, Dubai (2005–2007)
- Kameruns herrlandslag i fotboll (2001-2004)
  - Afrikansk mästare 2002
- Tennis Borussia Berlin (1999-2000)
- VfB Stuttgart (1998-1999)
- Karlsruher SC (1986-1998)

## Spelarkarriär
- Borussia Mönchengladbach
- Karlsruher SC
- Kickers Offenbach

## Fotnoter
1. ↑  transfermarkt.com, transfermarkt.com spelar-ID: 97286, läst: 9 oktober 2017.[källa från Wikidata]
2. ↑  Gemeinsame Normdatei, läst: 15 december 2014.[källa från Wikidata]
3. ↑  transfermarkt.com, transfermarkt.com tränar-ID: 689, läst: 4 april 2022.[källa från Wikidata]